# PDZ结构域
PDZ结构域是一个长约80-90个氨基酸残基的蛋白质结构域，广泛存在于细菌、真菌、植物、病毒、以及动物的信号转导相关蛋白中。